# Aix-en-Ergny
Aix-en-Ergny è un comune francese di 174 abitanti situato nel dipartimento del Passo di Calais nella regione dell'Alta Francia.

## Società

### Evoluzione demografica
Abitanti censiti